# Хорхе Мартинес
Хорхе Андрес Мартинес Бариос (Jorge Andrés Martínez Barrios) е уругвайски футболист на Ювентус. Играе като крило, като може да играе и по двата фланга.

## Състезателна кариера
Мартинес започва състезателната си кариера в уругвайския Монтевидео Уондърърс, като прекарва няколко сезона в младежките формации преди да премине в представителния отбор. Представянето му през шестте години в Уондърърс е на добро ниво, но последните му два сезона в тима са помрачени от честите му контузии.
След престоя си в Уондърърс Мартинес преминава в Насионал Монтевидео, един от най-успешните уругвайски отбори. Там той се установява бързо и изиграва много дъбър сезон и половина за Насионал. С изявите си привлича вниманието на Катаня и през юли 2007 г. преминава в тима от Сицилия.
За Катаня записва 86 мача в Серия А, като спомага, заедно с Макси Лопес и Джузепе Маскара, за отличното представяне на отбора и регистрирането на рекорден брой точки в първенството.
На 1 юли 2010 г. е трансфериран в италианския колос Ювентус за сумата от 12 млн. евро, подписвайки 4-годишен договор.

## Национален отбор
Първата си повиквателна за националния отбор на Уругвай получава през 2004 г. след доброто му представяне в Уондърърс. Впоследствие регистрира 18 мача за Уругвай, но пропуска Световното първенство в РЮА поради контузия.